# Ville Lambertini
Le Ville Lambertini sono dei villini in stile Liberty situati lungo il viale Carducci di Bologna, in Emilia-Romagna.

## Storia e descrizione
L'architetto Ettore Lambertini (1861-1935) è il progettista, negli anni tra il 1905 e il 1907, di queste due interessanti case, ai numeri civici 3 e 5 di viale Giosuè Carducci, che appaiono tra i migliori esempi di edilizia residenziale Liberty sorta nella cintura dei viali. Questi interventi sono una diretta conseguenza delle indicazioni, scaturite dal Piano Regolatore del 1889, che prevedevano la demolizione della cerchia delle mura trecentesche e la sistemazione dei viali di circonvallazione.
Tra gli altri edifici liberty del Lambertini a Bologna si segnalano la Casa Sanguinetti in via Irnerio, il palazzo Alberani in via Farini, numerosi villini in viale XII Giugno e tutte le ville nell'area delle antiche mura tra porta San Vitale e viale Dante.